# Hagen Goyvaerts
Hagen Jeroen Goyvaerts (Antwerpen, 23 maart 1961) is een Belgisch politicus voor Vlaams Belang.

## Levensloop
Goyvaerts behaalde in 1982 het diploma van industrieel ingenieur met specialisatie kernenergie aan de Industriële Hogeschool van het Rijk - Brabant en in 1984 een bijzondere licentie in de biomedische ingenieurstechnieken aan de Vrije Universiteit Brussel. Hij volgde als ingenieur een loopbaan in de sector van de nucleaire veiligheid en stralingsbescherming en werkte van 1984 tot 1999 als verkoopsverantwoordelijke voor stralingsmeetapparatuur.
Vanaf juni 1999 was hij lid van de Kamer van volksvertegenwoordigers van het Vlaams Belang voor de kieskring Leuven. Goyvaerts zetelde er tot aan de verkiezingen van 2014 en werd toen niet herkozen. In de Kamer van volksvertegenwoordigers is hij lid geweest van de volgende commissies: de commissie voor de Naturalisaties, de commissie voor de Financiën en de Begroting, de subcommissie "Rekenhof", het adviescomité voor wetenschappelijke en technologische vraagstukken, de werkgroep "Informatica" en de werkgroep "Nucleaire veiligheid". Hij was plaatsvervangend lid in de commissie voor de Herziening van de Grondwet en de Hervorming van de Instellingen en de commissie voor het Bedrijfsleven, het Wetenschapsbeleid, het Onderwijs, de Nationale wetenschappelijke en culturele instellingen, de Middenstand en de Landbouw.
Op lokaal niveau was Hagen Goyvaerts van 2001 tot 2024 gemeenteraadslid van Leuven. Daarnaast werd hij lid van de partijraad van Vlaams Belang en werd hij voorzitter van de Leuvense Vlaams Belang-afdeling.
Na zijn parlementaire loopbaan werd Goyvaerts zelfstandig vastgoedmakelaar, waarvoor hij in 2014 een diploma had behaald bij SYNTRA.
Gerelateerde onderwerpen: Partijprogramma · 70-puntenplan · Cordon sanitaire · Racismeklacht